# Sven
Sven is een mannelijke voornaam. De naam is van Zweedse oorsprong, en betekent 'jongeman, kerel'.

## Bekende personen met de naam Sven

### Heersers
- Sven I: Sven Gaffelbaard (ca. 965-1014), koning van Denemarken, Noorwegen en Engeland
- Sven II van Denemarken (ca. 1019-ca. 1076), 'de Jongere', koning van Denemarken
- Sven III van Denemarken (ca. 1125-1157), koning van Denemarken
- Sven van Zweden (ca. 1050-ca. 1087), koning van de Svear (Zweden)

### Sporters
- Sven Bakker (1978), Nederlands schaker
- Sven Coster (1978), Nederlands zeiler
- Sven Fischer (1971), Duits biatleet
- Sven Hannawald (1974), Duits schansspringer
- Sven Kramer (1986), Nederlands langebaanschaatser
- Sven Meinhardt (1971), Duits hockeyer
- Sven Pieters (1976), Belgisch atleet
- Sven Riederer (1981), Zwitsers triatleet
- Sven Rothenberger (1966), Duits-Nederlands dressuurruiter

#### Voetballers
- Sven Andersson (1963), Zweeds voetballer
- Sven van Beek (1994), Nederlands voetballer
- Sven Bender (1989), Duits voetballer
- Sven Delanoy (1983), Belgisch voetballer
- Sven Van Der Jeugt, (1980), Belgisch voetballer
- Sven Kums (1988), Belgisch voetballer
- Sven Olsson (1889-1919), Zweeds voetballer
- Sven Vandenbroeck (1979), Belgisch voetballer
- Sven Verdonck (1988), Belgisch voetballer
- Sven Vermant (1973), Belgisch voetballer
- Sven De Volder (1990), Belgisch voetballer
- Sven Werkhoven (1984), Nederlands voetballer

#### Wielrenners
- Sven Krauß (1983), Duits wielrenner
- Sven Montgomery (1976), Zwitsers wielrenner
- Sven-Åke Nilsson (1951), Zweeds wielrenner
- Sven Nys (1976), Belgisch wielrenner, veldrijder en mountainbiker
- Sven Teutenberg (1972), Duits wielrenner
- Sven Vanthourenhout (1981), Belgisch wielrenner
- Sven De Weerdt (1978), Belgisch wielrenner

### Overige personen
- Sven Figee (1975), Nederlands producer, componist en Hammondorganist
- Sven Gatz (1967), Belgisch politicus
- Sven Hedin (1865-1952), Zweeds ontdekkingsreiziger
- Sven Jacobs (1968), Belgisch museumdirecteur
- Sven Kockelmann (1969), Nederlands journalist en tv-presentator
- Sven Maes (1973), Belgisch trance-dj (artiestennaam: Svenson)
- Sven Nykvist (1922-2006), Zweeds cameraman
- Sven Ornelis (1973), Belgisch  radio- en televisiepresentator
- Sven De Ridder (1974), Belgisch acteur
- Sven Sjauw Koen Fa (ca. 1969), Surinaams bestuurder
- Sven Väth (1964), Duits dj en producer van technomuziek

## Overige
- Sven (2019), is een hond en het huisdier van PewDiePie in de populaire online video serie/playthrough vertoond op YouTube in het spel Minecraft.